# زندورون
زندورون (به هلندی: Zandwerven) یک منطقهٔ مسکونی در هلند است که در اپ‌میر واقع شده‌است. زندورون ۱۴۰ نفر جمعیت دارد.